# Aleksandr Kharlov
Aleksandr Kharlov (né le 18 mars 1958) est un athlète soviétique, de nationalité ouzbèke, spécialiste du 400 mètres haies.
Participant aux Jeux olympiques d'été de Moscou en 1980, il est éliminé en demi-finale du 400 m haies. Il s'illustre durant la saison 1983 en remportant tout d'abord le titre des Universiades d'été d'Edmonton, avant de se classer troisième des Championnats du monde d'Helsinki en 49 s 03, derrière l'Américain Edwin Moses et l'Allemand Harald Schmid.

## Palmarès
| Année | Compétition           | Lieu     | Résultat | Temps   |
| ----- | --------------------- | -------- | -------- | ------- |
| 1982  | Championnats d'Europe | Athènes  | 6e       | 49 s 56 |
| 1983  | Universiade           | Edmonton | 1er      | 49 s 41 |
| 1983  | Championnats du monde | Helsinki | 3e       | 49 s 03 |

## Records
- 400 m haies - 48 s 78 (1983)